# Tajuña
La Tajuña (en latin : Tagonius) est une rivière du centre de l'Espagne, qui coule dans les provinces de Guadalajara et de Madrid. C'est un affluent de la rivière Jarama qui, elle, à son tour se jette dans le Tage. 

## Géographie
La Tajuña prend sa source dans la Sierra de Solorio, près de la ville de Maranchón (Guadalajara), das un lieu connu sous le nom de Fuente del Carro près du village de Clares.
Près de sa source, il est possible de voir un paysage de landes d'altitude. La rivière passe par des vallées profondes de calcaire de l'ère Miocène, caractérisée par de l'argile, de la marne et de la dolomie. Il existe un réservoir, celui  de Tajera, avec une extension de 409 ha près de Cifuentes. La rivière traverse ensuite les villages de Luzón, Anguita, Luzaga, Cortes de Tajuña, Brihuega et Renera dans la province de Guadalajara ; puis dans la communauté de Madrid, la Tajuña coule à Ambite, Orusco, Carabaña, Tielmes, Perales de Tajuña et Morata de Tajuña, avant de se jeter dans la Jarama près de Titulcia.